# Песня табунщика
«Пе́сня табу́нщика» — советский фильм, музыкальная комедия, снятая на киностудии «Мосфильм» в 1956 году режиссёром Андреем Фроловым по повести бурятского писателя Даширабдана Батожабая. Премьера фильма состоялась 12 марта 1957 года.

## Сюжет
У юного паренька из сельской глубинки Тумэна Жаргалова — талант певца от природы. Поэтому бурятский колхоз отправляет его учиться в Москву. Без особого энтузиазма едет Тумэн в дальнюю дорогу — в родном селе осталась его любовь по имени Сэсэг.
А в Москве его ждет фиаско — провал на экзаменах в консерваторию. Тумэн обладает красивым и сильным голосом, но совершенно не знает нотной грамоты. У него нет в Москве родственников или знакомых, поэтому ночь он коротает на улице у консерватории. В итоге его забирает милиция. К счастью, на этом чёрная полоса заканчивается: майор милиции Бугров увлекается художественной самодеятельностью, руководит любительским  милицейским хором и красивый голос Тумэна приводит Бугрова в восторг. Юноша начинает петь в хоре, поступает на работу в милицию, а в свободное от службы время берёт уроки нотной грамоты — ведь свою мечту об учёбе в консерватории надо осуществить...

## Актёры и роли
- Владимир Манкетов — Тумэн Жаргалов
- Дилорам Джурабаева — Сэсэг
- Буянто Аюшин — Шагта Аюшин
- Муратбек Рыскулов — Бадма
- Чойжи-Нима Генинов — Мархансай
- Николай Таров — председатель колхоза Энхобо Базарович
- Александр Дамбиев — Дорджи
- Виталий Доронин — Виталий Иванович Бугров, майор милиции, начальник конной милиции
- Афанасий Белов — Василий Иванович Конкин, старшина милиции
- Александра Попова — Лидия Ивановна Цветкова, аккомпаниатор
- Лев Дуров — Козлов, сержант милиции
- Дагба Дондуков — табунщик (как Д. Дандуков)
- Светлана Дружинина — девушка в консерватории
- Людмила Нарышкина — секретарь приёмной комиссии
- Борис Новиков — милиционер Сидоров
- Михаил Орлов — Бобров, конферансье

## Съёмочная группа
- Андрей Фролов — режиссёр
- Климентий Минц, Евгений Помещиков — сценаристы
- Виктор Масленников — оператор
- Василий Соловьев-Седой — композитор
- Михаил Матусовский — текст песен
- Евгений Кашкевич — звукорежиссёр
- Александр Мягков — художник
- З. Верёвкина — монтаж

## Интересный факт
Главную роль в фильме исполнил непрофессиональный киноактёр, солист Бурятского театра оперы и балета Владимир Манкетов. 

## Места съёмок
Часть съёмок фильма проводилась в Иволгинском районе Бурятии.